# 特爾戈維什特州
特爾戈維什特州是保加利亞的一個州，位於該國東北部。面積2,716.5平方公里，2006年人口170,200人。州府特爾戈維什特，下分为5个市镇。該州多數居民信奉東正教。